# Che carriera che si fa con l'aiuto di mammà!...
Che carriera che si fa con l'aiuto di mammà!... (Le distrait) è un film del 1970 diretto da Pierre Richard, all'esordio come regista.

## Trama
Alexandre Guiton dirige un'agenzia pubblicitaria a Parigi, per la quale assume, spinto dall'amante Glycia Malaquet, il figlio di lei Pierre, un giovane dalle idee estrose e brillanti ma tremendamente distratto. Il suo ingresso in agenzia, anche in ragione della sua propensione al macabro, è destinato a creare scompiglio e scandalo. Le sue trovate finiscono col passare il segno, terrorizzando i bambini, sicché Guiton si convince a licenziarlo. Poiché però Glycia torna all'attacco, i due giungono a un compromesso: Pierre viene assunto nuovamente, ma spedito in America per una missione che lo impegni il più lontano possibile. Quando il maldestro impiegato sale sull'aereo in compagnia della bella Lisa, collega che ama ricambiato, Guiton tira un sospiro di sollievo, salvo accorgersi che il velivolo è decollato lasciando Pierre sulla scaletta mobile.